# NGC 7101
NGC 7101 (również PGC 67118) – zwarta galaktyka (C), znajdująca się w gwiazdozbiorze Pegaza.
Odkrył ją Albert Marth 3 sierpnia 1864 roku. Z powodu niedokładności pozycji podanej przez Martha oraz niedokładności pozycji sąsiedniego obiektu, mgławicy Ameryka Północna, który odkrył Guillaume Bigourdan, niektóre źródła (np. baza SIMBAD) błędnie nazywają tę galaktykę NGC 7100.